# Nozières (Cher)
Nozières é uma comuna francesa na região administrativa do Centro, no departamento Cher. Estende-se por uma área de 10,36 km². Em 2010 a comuna tinha 220 habitantes (densidade: 21,2 hab./km²).